# 恋する豚研究所
恋する豚研究所（こいするぶたけんきゅうじょ）は、千葉県香取市にある食肉及び食肉加工品の販売会社。香取市内に食肉加工場と食堂を有する。
2012年に設立し、2013年に食堂を開業した。運営会社の母体が社会福祉法人であり、当事業の拠点は就労継続支援A型の事業所である。

## 事業内容
食肉及び農産品の販売と、肉加工品の企画・開発・製造・販売を事業としている。社名は、「豚に恋する」のではなくて「豚が恋する」ということをイメージしてつけられている。

### 豚肉
千葉県香取郡東庄町の在田農場（有限会社アリタホックサイエンス）を契約農場としており、「恋する豚」は在田農場のブランド豚の名称でもある。千葉県を代表する銘柄豚肉である「チバザポーク」に選ばれている。品種としてはLWD三元豚で、一般的なものである。エサを工夫しており、パンの耳などの廃棄される食糧に麹菌や乳酸菌を加えて発酵させたものを使っている。他の豚肉と比べ、グルタミン酸とイノシン酸が多く含まれており、不飽和脂肪酸も多く含まれている。

### 工場・食堂
千葉県香取市に、豚肉の加工場と食堂、オフィス、売店を備えた建物がある。
アトリエ・ワンが設計し、第21回千葉県建築文化賞で優秀賞を受賞している。イタリアのヴィラの系譜を取り入れた造りを目指しており、赤い三角屋根の建物にロッジアが設けられている。1階は豚肉の加工場で、2階に食堂とオフィスがある。2階には水平連続窓が設けられ、周囲の杉林がどこからでも見えるようになっている。この窓際には窓の清掃用にキャットウォークが設けられている。この建物を目当てに訪れる建築関係者も多い。
食堂では、しゃぶしゃぶやスチームハンバーグなどを提供している。駅からは離れた交通不便な場所に立地しているが、食堂は週末には行列ができる。2024年の記事によれば、年間来訪者は約9万人、待ち時間はピーク時で約1時間になることもあるという。建物内の販売コーナーでは精肉や加工食品、千葉県内で作られた食品が売られている。
隣地には、同じく福祉楽団が運営する栗源第一薪炭供給所がある。事業のためのサツマイモ畑や森林が広がっており、スイートポテトを販売している店舗や、薪や家具の製作するための木材加工場がある。

### 販売
東急線沿線に住む30〜40代の独身女性をターゲットに、工場直売のほか、百貨店や都内のスーパー等に精肉・ハム・ソーセージ等を卸している。ビジネスクラスの機内食として使用されたこともある。肉製品以外にポン酢も販売しており、2018年の記事によれば年間4万本の売り上げがある。
商品のパッケージやロゴはグラフィックデザイナーの福岡南央子が手掛けている。福岡はもともと会社との関わりは無く、社長の飯田が電話で連絡を取り、対面で理念を伝えて仕事を依頼した。福岡は名前にインパクトと可愛らしさを感じ、名前の面白さをイメージとして伝えるために「文字のかたちに硬さとぎこちなさを与えるのが良い」と考えて書体を決めた。

### 事業形態
社会福祉法人福祉楽団が母体となっている。障害者総合支援法の就労継続支援A型事業であり、工場・食堂で働くスタッフの半数は障害者である。
「福祉を売りにも言い訳にもしない」をコンセプトとし、建築や商品パッケージ、ウェブサイトには「福祉」や「障害」の文字を入れていない。味や品質、ブランドが認められることで市場に受け入れられることを目指している。

## 沿革
創業者となる飯田大輔は、創業前に社会福祉法人福祉楽団が運営する形で2003年に立ち上げた特別養護老人ホームで相談員をしていた。飯田は、介護の相談を受けて家を訪れた際、課題となっているのは介護を受ける人だけにとどまるものではなく、家の貧困や子供の教育問題など、様々な要因が複合的に関連していることに気づいた。また、ヤマト福祉財団初代理事長である小倉昌男の著書を読み、障害者の働く場所では月給1万円の給料しか支払われていないこと、小倉は月給10万円を支払えるような仕事を目指してベーカリーショップ「スワンベーカリー」を立ち上げたことを知った。
飯田は小倉のように、月給10万円を支払えるような新たな福祉事業を設立することを決めた。当時、福祉楽団の理事長をしていた伯父の在田正則が養豚場を営んでいたことから、その豚肉をリブランディングする形で障害者の働く施設を作ろうとした。農業や福祉は土地に根付かざるを得ないため、ここで障害者の雇用をつくることで地域活性化にもつなげようと考えた。準備には5年をかけ、ドイツの製造工場を見学するなどした。
2012年2月9日に「株式会社恋する豚研究所」を設立し、ハム・ソーセージの製造を開始した。当初、認知度を上げるために、事業の理念とともに写真家の岡村隆広による写真と詩人や学者の寄稿が収録されたコンセプトブックを作成した。コンセプトブックは商品とともに著名人に送付したほか、通販で商品を購入した客へも送付した。2013年に工場併設の食堂を開業した。開業当初は客が少なく、1日8人という日もあった。「研究所」という名前から、近隣住民にも飲食店だと思われなかった。しかし開業から1年半後にテレビの取材を受けたことで来客が大幅に増加した。
2016年には映像作家の山中有が制作したショートムービーをYoutubeで公開した。
2019年4月に2軒目の食堂として、しゃぶしゃぶ等を提供している食堂の隣に「恋する豚研究所　スチームハンバーグ」を開業した。
2019年5月、千葉県船橋市にLUNCH TABLE船橋夏見店を開業し、食堂としてしゃぶしゃぶ、塩コショー焼き定食を提供した。株式会社シルバーウッドが運営する高齢者向け住宅「銀木犀＜船橋夏見＞」に併設されており、銀木犀の入居者が店員として掃除や仕込み、接客、配膳・下膳などの仕事に就いた。しかし2021年5月に閉店した。
2020年6月1日、東京都世田谷区に「恋する豚研究所　コロッケカフェ」を開業したが、2022年3月に閉業した。

## 論評
研究者の廣井良典は、「ケア」を専門職による閉じた領域ととらえずに大きな視座でとらえるという観点について論じ、その事例として恋する豚研究所を取り上げている。そして恋する豚研究所は、農業において生産・加工・流通の作業で福祉的な機能を兼ね備えていること、さらに流通や販売にクリエーターがかかわっていることから、「福祉（ケア）と農業とアートを組み合わせた試み」であると述べている。

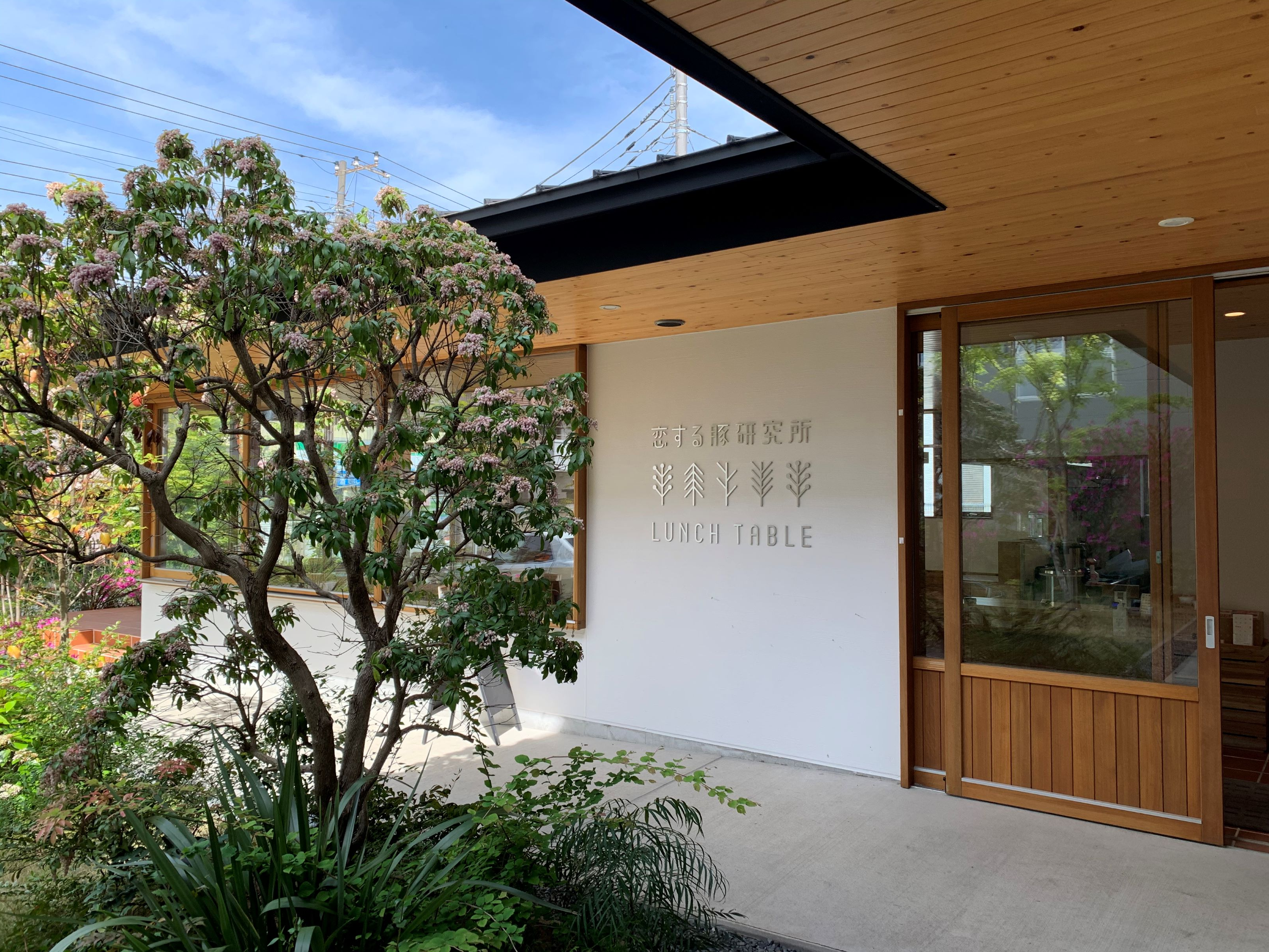
LUNCH TABLE船橋夏見店（2021年4月24日）
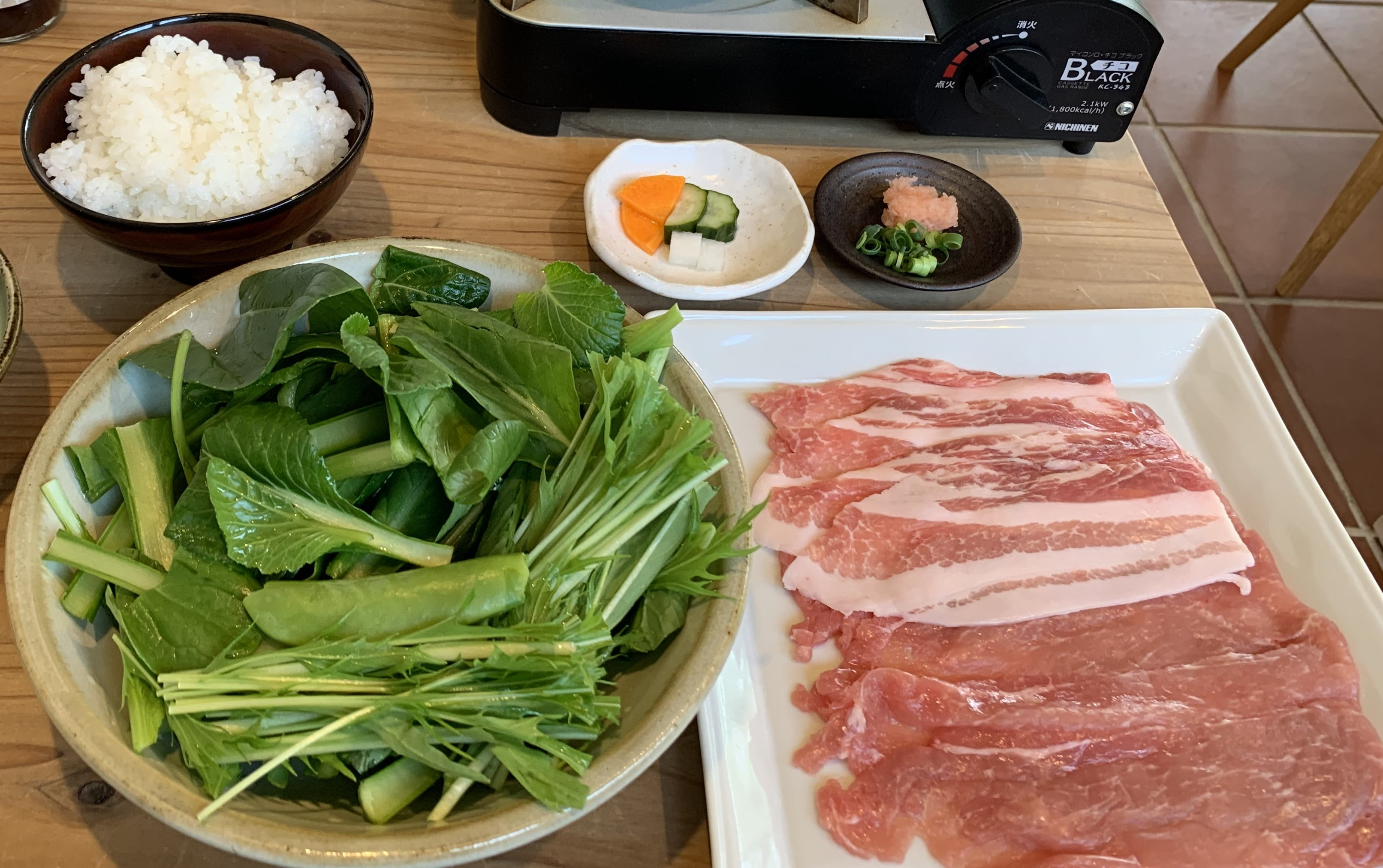
食堂で提供される「恋する豚のしゃぶしゃぶ定食」
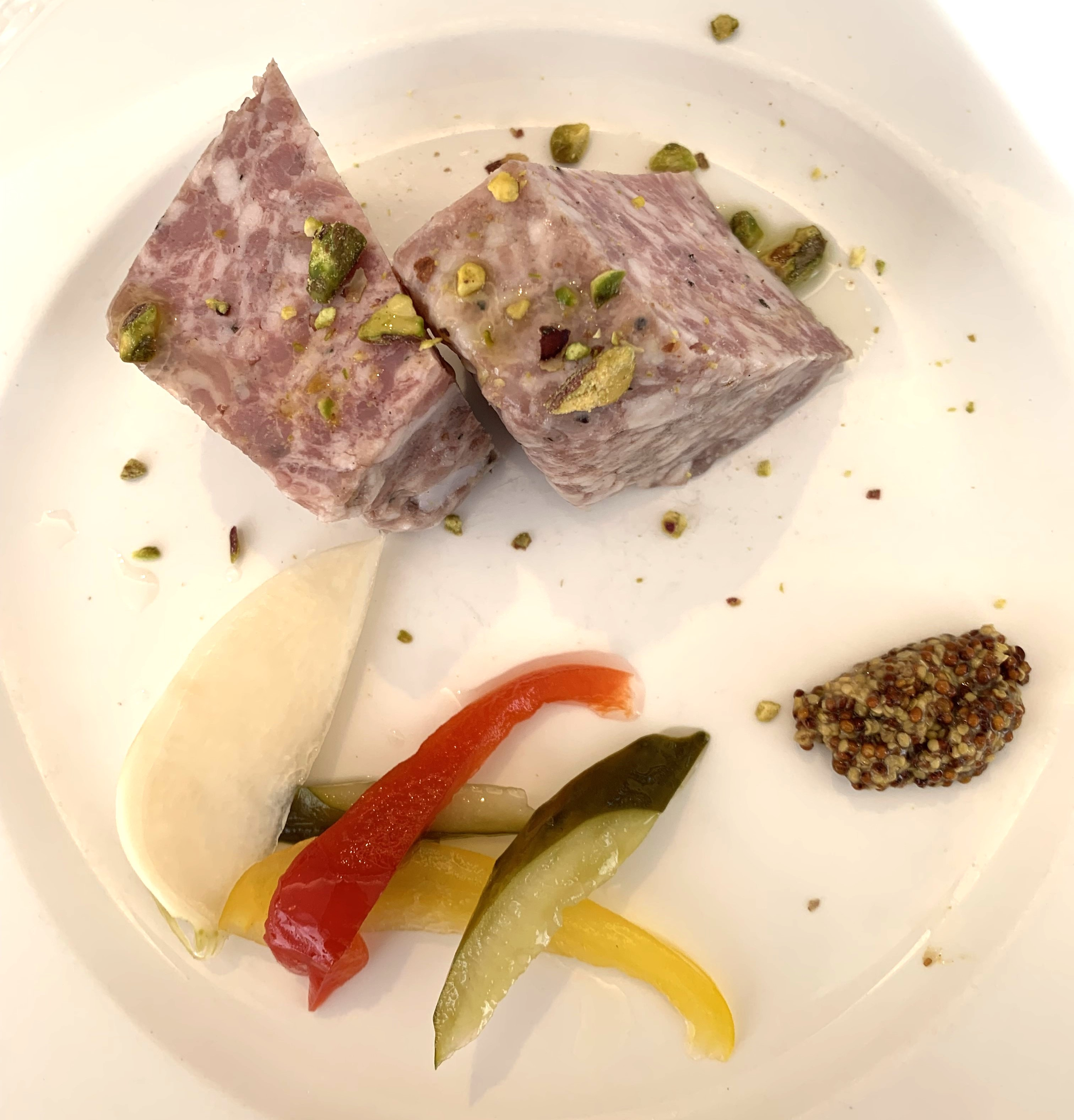
恋する豚を使用したテリーヌ。DIC川村記念美術館内のレストラン「ベルヴェデーレ」にて。

## アクセス
- 東関東自動車道　大栄ICから車で15分[32]